# Jean Jamin

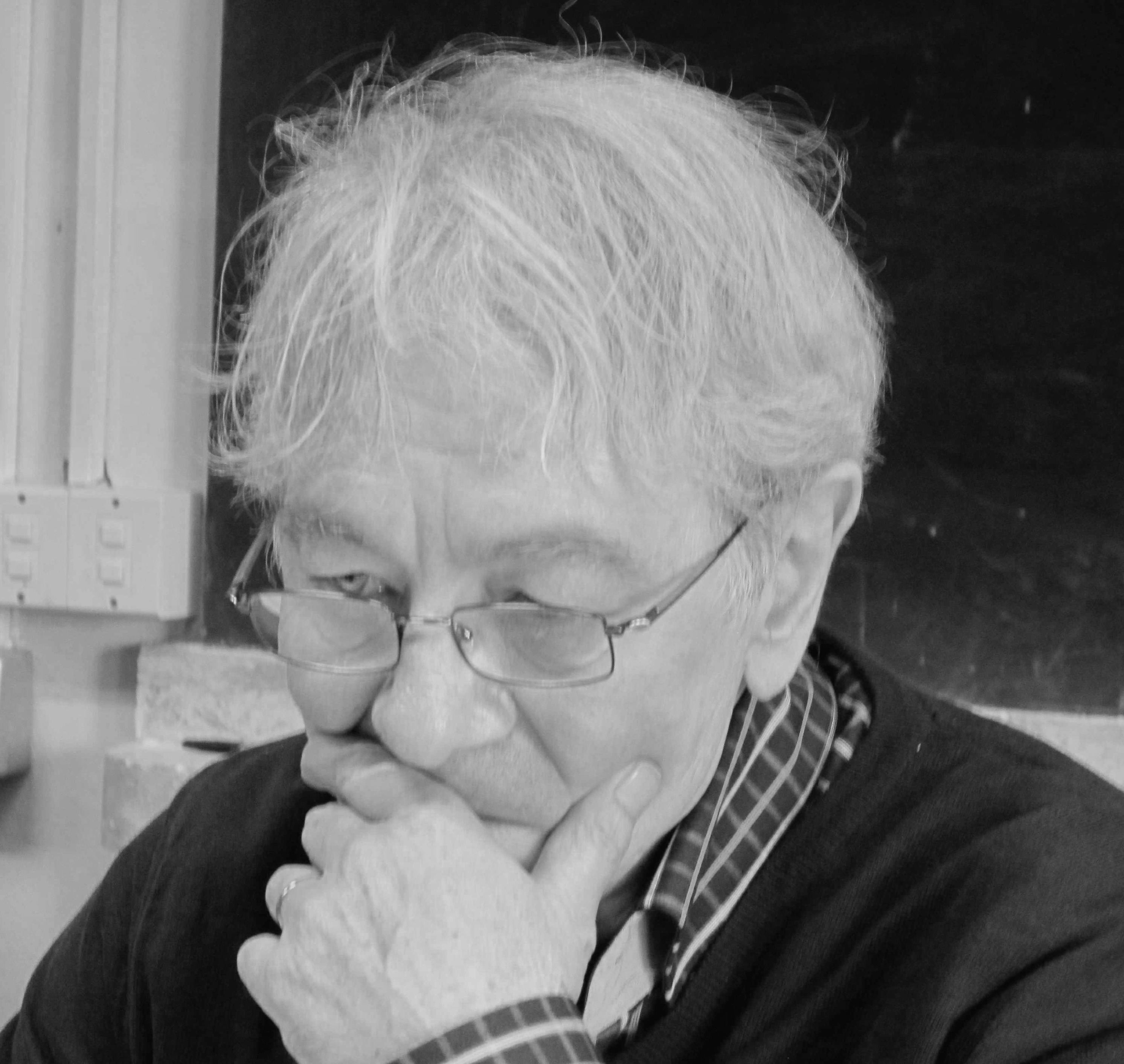
Jean Jamin a Roma (2009)

Jean Jamin   (Mézières, 26 d'abril de 1945 - 9è districte de París, 21 de gener de 2022) fou un antropòleg francès, fill d'una família de classe treballadora. Fou director d'estudis a l'École des Hautes Etudes en Sciences Socials (EHESS, París), on ensenyava la metodologia, epistemologia i història de l'antropologia. Durant deu anys s'especialitzà en antropologia, literatura i música, incloent-hi el jazz.